# Strigilodelima pentheri
Strigilodelima pentheri is een slakkensoort uit de familie van de Clausiliidae. De wetenschappelijke naam van de soort is voor het eerst geldig gepubliceerd in 1919 door A.J. Wagner.